# كزبين (قوريغل)
کزبین (بالفارسية: کزبین) هي مستوطنة تقع في إيران في قسم قوريغل الريفي. يقدر عدد سكانها بـ 196 نسمة .